# 第17SS装甲擲弾兵師団
第17SS装甲擲弾兵師団 ゲッツ・フォン・ベルリヒンゲン（SSだい17そうこうてきだんへいしだん ゲッツ・フォン・ベルリヒンゲン、独: 17. SS-Panzergrenadier-Division "Götz von Berlichingen"）は、武装親衛隊の38ある師団の一部隊である。部隊名のゲッツ・フォン・ベルリヒンゲンは15世紀のドイツ人の騎士の名前で、戦闘で右腕を失った後、鉄の義手をつけていた英雄である。師団シンボルは、この鉄の義手を表している。師団は、第二次世界大戦の西部戦線で活躍した。

## 編成と訓練
第17SS装甲擲弾兵師団は1943年10月フランスのポワチエで編成された。部隊は、訓練部隊や補充部隊、バルカン半島やルーマニアに住むドイツ系住民などの徴兵より基幹部隊が作られ編成された。11月に場所をトゥアールに移し、SS中佐オットー・ビンゲが師団の編成の監督を行い、年内に戦力は4000人程度となった。1944年1月にSS少将ヴェルナー・オステンドルフが指揮官となった。この師団は、ゲルト・フォン・ルントシュテット元帥のD軍集団配下のドイツ第80軍団に配備された。
1944年2月になってもいまだ部隊は車両装備を欠く状態であった。第80軍団の命令で、師団は装備を充当するためにフランスの車両までかき集め始め、3月までにほとんどの戦闘部隊は完全に自動車化された。6月1日、部隊はフランスのトゥアールにおり、兵力としては17000人いたが、戦車を所持しておらず（装甲大隊は突撃砲を装備していた）、訓練期間も22～25週間程度と短く、士官や下士官に欠く状態であった。

## ノルマンディー
D-Dayの連合国の侵攻後、師団は連合国の橋頭堡を攻撃する任務を受けた。6月11日師団は、最初の敵と遭遇し戦闘になった。偵察大隊は、カランタンの町の近くでアメリカ第101空挺師団との戦闘に陥った。アメリカ軍は町を確保し、6月13日の朝に南に侵攻した。師団隷下のSS第37装甲擲弾兵連隊は、師団の装甲大隊所属の突撃砲に支援され、フリードリッヒ・フォン・デア・ハイテ率いる空軍第6降下猟兵連隊が前進してきた部隊を攻撃した。アメリカ人が「血の峡谷の戦い」と呼ぶ戦いにおいて、ドイツ軍はアメリカ第2機甲師団のA戦闘団が到着し攻撃が停止するまでいくつかの空挺中隊を潰走させた。
その月の残り、師団はサン＝ローとクータンセ近くのボカージュの多い地域での激しい戦闘を行った。この期間、師団は大損害を受け、7月の頭には戦力が8500人まで減少した。師団は連合軍の大規模な攻撃作戦であるコブラ作戦の攻撃対象となり、それに対する防衛戦において多大な損害を受けた。8月6日部隊は、リュティヒ作戦の名称で呼ばれるモーテンへの反撃に参加する命令を受けた。8月7日に反攻作戦が行われたが、8月15日反攻は失敗し、後にファレーズ包囲網の名称で知られるようになった包囲網が完成することとなった。ドイツ軍は連合軍に大きく包囲された。師団は4つの戦闘団(KGブローネ、KGグンテル、KGフィック、KGバール)に分割され、これらの小部隊はファレーズ包囲網から脱出を試みた。包囲網からの撤退に際し、部隊はアメリカ軍との継続的な戦闘に参加し、大損害を受けた。9月1日部隊は休養と再編成のためにメッツに送られた。

## メッツとザール
9月初め、師団は第49SS装甲擲弾兵旅団と第51SS装甲擲弾兵旅団を吸収し、装甲擲弾兵師団としての戦力を増強した。
しかし、補充の装甲部隊と突撃砲の到着はゆっくりであった。9月8日師団は、アメリカ第5歩兵師団とアメリカ第80歩兵師団によりモーゼル川を越えて構築された橋頭堡を破壊し前線を押し戻す任務を受けた。連合国の橋頭堡をめぐる激しい戦いの後、9月13日作戦は失敗し師団はザール地方に撤退し、メッツを守る準備を始めた。師団はForêt De Facq近傍のザール地方での激しい戦闘を行った。9月17日Forêt De Facqは陥落し、部隊は大きな損害を受けた。10月は、アメリカ軍がFort Driantへ攻撃を行うものの、その試みは失敗する。11月8日、アメリカ陸軍航空軍(USAAF)が師団司令部に対する奇襲に成功し、師団の戦闘部隊は、指揮するものがいなくなってしまった。ヒトラーは師団をメッツから撤退させた。師団の残りは休養と再編成のためにファウルクーモント近傍のマジノ線まで撤退した。この間、師団は、マックス・ジモンSS中将のSS第13軍団傘下に移管された。アメリカ軍は1944年11月22日にメッツを解放した。

## 再編成とノルトヴィント作戦
師団が11月中旬マジノ線に撤退した際、その戦力は約4000人と20台の装甲車両のみであった。1944年12月の初め師団は、再補給と再補充を受けた。装甲擲弾兵連隊は民族ドイツ人の補充兵
を受け完全戦力になった。これらの補充兵の質は、師団創設初期の基幹部隊のものよりはるかに下回るものであった。これにもかかわらず、書類上では、師団は1944年末時点で完全戦力に回復したとされた。SS第13軍団の一部として、師団は西部戦線におけるドイツ軍最後の攻撃作戦であるノルトヴィント作戦に投入された。師団は第36国民擲弾兵師団とともに、リムリング近傍のアメリカ第44歩兵師団とアメリカ第100歩兵師団を攻撃した。この攻撃に当たり、師団は第21装甲師団より1個パンター戦車中隊と2個38(t)火炎放射戦車中隊(第352火炎放射戦車中隊と、第353火炎放射戦車中隊)とヤークトティーガー装備の第653重戦車駆逐大隊の補充を受けた。悪天候の元で行われたドイツ軍の攻撃は支配領域を増やせなかった。1月5日G軍集団は、師団が突破した領域を放棄する決定を行った。アメリカ第44師団、第100師団、第63師団、それにフランス第2機甲師団との激しい戦闘の後、1月13日師団はウェストウォールまで撤退した。それよりさかのぼること10日、1月3日師団の士官のほとんどが解任され、翌日代わりに国防軍の士官が到着すると言う事件や、1月10日、師団の指揮官であるハンス・リンゲルSS大佐はぬかるみで車を転覆させて、アメリカ第44歩兵師団と第114歩兵師団の偵察部隊の捕虜となる事件が起こった。そのため、ゲルハルト・リンドナー中佐が、1月15日に師団に戻ってきて、指揮をとることになった。師団は、1月25日のノルトヴィント作戦の終わりまで、アメリカ第15軍団と戦闘を続けた。

## 終戦
その後、ゲッツ・フォン・ベルリヒンゲン師団は、ジークフリート線に配置されている。1945年3月18日、アメリカ軍がジークフリート線を突破しはじめると、師団はリムリンゲンより撤退した。3月22日、師団は全ての重装備を放棄して、ライン川を越えてドイツ側へ後退した。同じ日師団長フリッツ・クリンゲンベルクSS大佐が戦死した。
4月1日まで師団の戦力は約7000人まで減少した。大きく戦力が減少したにもかかわらず、師団はニュルンベルクの防衛を任され、ドナウ川沿いのドナウヴェルトに撤退する4月24日まで戦闘を続けた。最後の戦闘は4月29日ドイツのモースブルクで行われた。この町にはドイツで最も大きい捕虜収容所があり、師団はそこでイーザル川を渡ろうとした。だがアメリカ第14機甲師団の司令官がその計画を知り、戦闘コマンドAにモースブルクへ突入しイーザル川を越える橋を確保、どんな犠牲を払っても連合国の捕虜を守り確保するように命じたことにより、その計画は失敗した。アメリカの歩兵、機甲部隊はモースブルクに入り、速やかに町に残っていた第17SS師団の掃討に取り掛かった。町は短時間で、ただし激しい戦闘の末陥落した。同じ日、アメリカ第14機甲師団は7千人の捕虜を得た、そのほとんどが親衛隊であった。
1945年5月7日、師団の残りは、アーヘンゼーの近くでアメリカ軍に降伏した。

## 戦争犯罪
ゲッツ・フォン・ベルリヒンゲン師団は、終戦間際のいくつかの熱狂的な行動による例外はあるものの、この部隊の記録はアインザッツグルッペンの様な警察型の部隊でなく戦闘部隊であることを示していた。
近年、テレビ番組(ヒストリーチャンネル)において、「D-day隠された虐殺(D-Day: The Secret Massacre)」と言う番組が放送された。この中で、この師団がノルマンディ侵攻の初期における負傷したアメリカ空挺降下兵の殺害に関与していたのではないかと指摘している。当時、グライグネスの町近郊にアメリカ第82空挺降下師団の第507落下傘歩兵連隊が降下し、師団の接近に伴い、アメリカ兵は負傷兵を村人に託して教会に置いて撤退した。この後、武装親衛隊の人間が負傷兵をフランス人の村人とともに殺害したと言われている。この事件では、裁判は開かれておらず、この話を証明するものは存在しない。
また、この師団の部隊のいくつかの部隊は戦争犯罪の被害者となっている。1976年、SS第38連隊第1大隊の200人の生存者は、自ら所属を明らかにした上で、アメリカ第42歩兵師団の部隊により射殺され、ヌーレンベルクの集団墓地に埋葬されたことを告発した。ほとんどが、近距離で射撃が行われ、虐殺が行われたと推測される。

## 作戦地域
- 1943/10-1944/11 フランス (ノルマンディ、メッツ近郊)
- 1944/11-1945/05 ドイツ

## 部隊編成と指揮官
騎士鉄十字章受章者数：4人
構成人種：バルカン半島のドイツ系住民

### 部隊名の変遷
- 1943/10-1943/12 装甲擲弾兵師団 ゲッツ・フォン・ベルリヒンゲン (SS-Panzergrenadier-Division "Götz von Berlichingen")
- 1943/12-1945/05 SS第17装甲擲弾兵師団 ゲッツ・フォン・ベルリヒンゲン (17. SS-Panzergrenadier-Division "Götz von Berlichingen")

### 歴代師団長
| 氏名、階級                                   | 任期                            | 備考           |
| -------------------------------------------- | ------------------------------- | -------------- |
| オットー・ビンゲSS中佐                       | 1943年10月 - 1944年1月          |                |
| ヴェルナー・オステンドルフSS少将兼武装SS少将 | 1944年1月 - 1944年6月15日       |                |
| オットー・ビンゲSS大佐                       | 1944年6月16日 - 1944年6月18日   |                |
| オットー・バウムSS上級大佐                   | 1944年6月18日 - 1944年8月1日    | 代行(M.d.F.b.) |
| オットー・ビンゲSS大佐                       | 1944年8月1日 - 1944年8月29日    |                |
| エドゥアルト・ディーゼンホーファーSS上級大佐 | 1944年8月30日 - 1944年9月       | 行方不明       |
| トーマス・ミュラーSS大佐                     | 1944年9月 - 1944年9月           |                |
| グスタフ・メルチSS大佐(Gustav Mertsch)       | 1944年9月 - 1944年10月21日      |                |
| ヴェルナー・オステンドルフSS少将兼武装SS少将 | 1944年10月21日 - 1944年11月15日 |                |
| ハンス・リンゲルSS大佐(Hans Linger)          | 1944年11月15日 - 1945年1月9日   | 捕虜           |
| ゲアハルト・リンドナー陸軍少将               | 1945年1月9日 - 1945年1月21日    |                |
| フリッツ・クリンゲンベルクSS大佐             | 1945年1月21日 - 1945年3月23日   | 戦死           |
| ヴィンツェンツ・カイゼルSS中佐               | 1945年3月22日 - 1945年3月24日   |                |
| ヤーコプ・フィックSS大佐                     | 1945年3月24日 - 1945年3月27日   |                |
| ゲオルク・ボッフマン SS上級大佐              | 1945年3月27日 - 1945年5月8日    |                |

## 戦闘序列
- 1945年
  - 第37SS装甲擲弾兵連隊(SS-Panzergrenadier-Regiment 37)
  - 第38SS装甲擲弾兵連隊(SS-Panzergrenadier-Regiment 38)
  - 第17SS装甲砲兵連隊(SS-Panzerartillerie-Regiment 17)
  - 第17SS装甲猟兵大隊(SS-Panzerjäger Abteilung 17) (1944/06に重砲大隊を改編)
  - 第17SS装甲大隊(SS-Panzer-Abteilung 17) (1944/12/10に編成)
  - 第17SS高射砲大隊(SS-Flak-Abteilung 17)
  - 第17SS装甲工兵大隊(SS-Panzer-Pionier-Bataillon 17)
  - 第17SS装甲偵察大隊(SS-Panzer-Aufklärungs-Abteilung 17)
  - 第17SS装甲通信大隊(SS-Panzer-Nachrichten-Abteilung 17)
  - 第17SS野戦補充大隊 (SS-Feldersatz-Bataillon 17)
  - 第17SS補給部隊 (SS-Divisions-Nachschubtruppen 17)